# Louis-Jacques-Maurice de Bonald
Pour les articles homonymes, voir Bonald (homonymie).
Louis-Jacques-Maurice de Bonald, né le 30 octobre 1787 à Millau (Aveyron) et mort le 25 février 1870 à Lyon, est un ecclésiastique français, archevêque de Lyon de 1839 à 1870. C'était l'un des plus fervents défenseurs de l'ultramontanisme contre le vieux gallicanisme français.

## Biographie

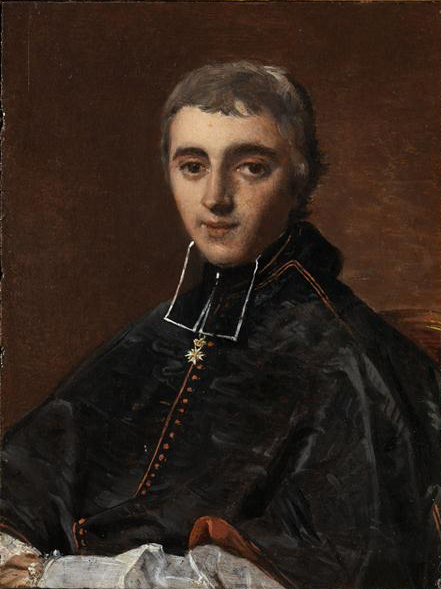
Portrait de l'abbé de Bonald par Ingres.

### Jeunesse et études
Louis-Jacques-Maurice de Bonald était fils de l'écrivain Louis-Gabriel de Bonald (1754-1840), auteur de la Législation primitive, et d'Élisabeth de Guibal de Combescure.
De retour de l'émigration après le 18 fructidor, il est placé dans une pension à Lyon. Ses études terminées, il entre au séminaire Saint-Sulpice où il est remarqué pour son ardente piété. Une fois ordonné prêtre en 1811, il est remarqué par l'archevêque de Besançon Gabriel Cortois de Pressigny, qui le prend comme secrétaire dans une mission difficile et délicate, qui avait pour objet la conclusion du concordat, et l'emmena à Rome avec lui.

### Carrière ecclésiastique
En 1817, sous la Restauration, il devient grand vicaire et archidiacre de Jean-Baptiste de Latil, évêque de Chartres. En 1823, il est nommé évêque du Puy (évêché nouvellement restauré par ordonnance royale). Il se montra désormais un défenseur zélé des droits de l'Église. Le 4 décembre 1839 il est promu archevêque de Lyon, primat des Gaules.
Le choix de Bonald à ce poste important est le fait de Louis-Philippe, qui n'apprécie pas les opinions légitimistes de l'administrateur apostolique du diocèse, Jean-Gaston de Pins. À sa place, il suggère Bonald. Celui-ci a l'agrément de Rome, car, outre ses opinions politiques, c'est un ultramontain, favorable à l'ecclésiologie romaine, et de plus un fin diplomate, qualité nécessaire pour infléchir le chapitre des chanoines.
Une des premières réformes que mène le nouvel évêque est l'installation d'un orgue dans la primatiale. C'est en effet à son arrivée la seule cathédrale de France qui n'en soit pas dotée. Au-delà d'éventuelles questions de prestige ou de beauté de la liturgie, c'est un geste très politique. En effet, les églises du diocèse de Lyon suivent le rite lyonnais (un des rites de l'Église catholique, différant quelque peu du rite romain, et qui proscrivait entre autres l'usage de l'orgue : « Ecclesia lugdunensis non utitur organis ». Les chanoines, dépouillés de leurs importants pouvoirs politiques par la Révolution, gardaient la mainmise sur la liturgie chorale de la cathédrale, et la crispation de leur position sur cet aspect donnait un caractère identitaire au conflit. C'est une des raisons de la nomination de Bonald à ce poste, car Rome voulait limiter les tendances gallicanes dans l'Église de France, dont l'évêque de Lyon est le primat. L'acte capitulaire du 30 août 1840 montre la prudence et la diplomatie exercées par le prélat, qui propose d'abord de prendre un orgue à l'essai pour une durée provisoire ; les résistances ne portent déjà plus sur la liturgie elle-même que sur la tradition qui se trouve battue en brèche. En parallèle de cette location, l'archevêque insiste auprès du chapitre pour qu'un véritable achat soit effectué. L'ordination de Louis Rossat, nouvel évêque de Gap, en 1841, fournit l'occasion de l'inauguration de l'orgue. Par ailleurs, il s'agit d'un orgue modeste, ne comptant que quinze jeux ; et surtout, il ne pèse pas sur les finances du diocèse car le prélat le commande sur ses propres deniers. Globalement, cette installation fut un succès auprès de l'assemblée, et la construction de plusieurs orgues dans les églises du diocèse fut décidée dans les années qui suivirent.
En 1866, le cardinal de Bonald promulgue un nouveau missel du rite lyonnais, dont l’intitulé précise la conformité du contenu avec les directives papales et qui restera en vigueur jusqu'au concile Vatican II : Missale Romano-Lugdunense, sive missale Romanum in quo ritus Lugdunenses ultimi tridui ante Pascha, ordinis missae et vigiliae Pentecostes auctoritate Sanctae Sedis Apostolicae iisdem ritibus romanis proprio loco substituuntur.
 (novembre 2018).
Le nouvel archevêque de Lyon est créé cardinal au consistoire du 1er mars 1841, et il reçoit le chapeau des mains du pape le 22 mai 1843, au titre de la Sainte-Trinité-des-Monts.

### Carrière politique
Il est élu sénateur du Second Empire du 26 janvier 1852 au 26 février 1870.

### Prises de position
En 1844, il condamne le Manuel de droit ecclésiastique, ouvrage de M. Dupin aîné, procureur général à la Cour de cassation, estimant que le livre contient « des doctrines propres à ruiner les véritables libertés de l'Église pour mettre à leur place de honteuses servitudes... ».
En 1848, c'est l'un des premiers à saluer la révolution de 1848, dont la devise Liberté, Égalité, Fraternité lui paraît favorable aux intérêts de l'Église. Avant 1848, déjà, il avait dénoncé la misère ouvrière d'une nouvelle sorte causée par les structures économiques de la grande industrie.
En 1850, il a refusé d'autoriser l'exorcisme d'Antoine Gay, un novice trappiste possédé par un démon de 1837 à 1871, malgré les requêtes de nombreux prêtres.
En 1852, il met en garde son diocèse contre la superstition et condamne la dévotion à Notre-Dame-de-la-Salette, alors que l'évêque de Grenoble venait de reconnaître publiquement l'apparition de 1846.

## Succession apostolique
Louis-Jacques-Maurice de Bonal a ordonné les évêques suivants :
- Évêque Louis Rossat (1841)
- Évêque Guillaume Douarre, S.M. (1842)
- Évêque Dominique-Augustin Dufêtre (1843)
- Évêque Louis-Antoine-Augustin Pavy (1846)
- Archevêque Jean-Paul-François-Marie-Félix Lyonnet (1852)
- Évêque Claude-Henri-Augustin Plantier (1855)
- Archevêque Jean-Baptiste-François-Anne-Thomas Landriot (1856)
- Évêque Augustin David (1862)
- Évêque Pierre-Marc Le Breton (1863)

## Autres fonctions
- Il fut élevé le 26 janvier 1852 à la distinction de sénateur de l'Empire.

## Distinctions
- Commandeur de la Légion d'honneur (18 septembre 1852)[9]